# تپه خرابه دالی
تپه خرابه دالی مربوط به عصر برنز - عصر آهن است و در شهرستان ماهنشان، بخش مرکزی، دهستان اوریاد، نرسیده به روستای قاضی کندی واقع شده و این اثر در تاریخ ۲۵ آبان ۱۳۸۷ با شمارهٔ ثبت ۲۳۸۲۶ به‌عنوان یکی از آثار ملی ایران به ثبت رسیده‌است.